# 霹靂先鋒
《霹靂先鋒》是1988年上映的香港警匪片，由黃栢文執導，李修賢、周星馳、成奎安主演，為周星馳從影生涯中的第二部電影。（首部電影為同年較早時上映的《捕風漢子》）周星馳憑本作入圍第25屆金馬獎及第8屆香港電影金像獎共三項提名，最終榮獲金馬獎最佳男配角。

## 劇情
灣仔區重案組警署警長張鐵柱（李修賢 飾）乃該區的滅罪先鋒，屢屢建立奇功。可是，張鐵柱剛烈的辦案作風亦惹來不少投訴。新任上司總督察羅大衛（王俊棠 飾）對張鐵柱行事風格深感不滿，指責他不服從上司命令，故經常處處箝制他。
某日，綽號法官（成奎安 飾）的罪犯出獄後，率領入獄前的同夥狂牛（黃光亮 飾）、縮骨（何家駒 飾）及雞精（韓坤 飾）籌備犯案計劃；偷車賊阿Boy（周星馳 飾）則一直視法官為偶像，願意為其效力，卻在一次偷車過程中，遭到張鐵柱逮捕。
豈料，法官一夥人利用失車前往搶劫非法地下賭場，並且殺害場內賭客，令阿Boy無辜捲入這宗劫殺案。而且，阿Boy被羅大衛視為搶劫共犯，遭指控結夥搶劫及殺人的罪名，而張鐵柱則深信他乃無辜，決心尋找新証據推翻錯誤指控。
最後，張鐵柱查出法官等人正密謀綁架富商……

## 人物角色
| 演員   | 角色           | 粵語配音 | 備註                         |
| 李修賢 | 張鐵柱         | 朱子聰   | 重案組警署警長，羅大衛的部屬 |
| 周星馳 | 阿Boy／偉仔    | 周星馳   | 偷車賊                       |
| 成奎安 | 法官           | 黃子敬   | 搶劫犯，集團首領             |
| 黃光亮 | 狂牛           | 黃光亮   | 搶劫犯，集團同夥             |
| 何家駒 | 縮骨           | 張炳強   | 搶劫犯，集團同夥             |
| 韓坤   | 雞精           |          | 搶劫犯，集團同夥             |
| 王俊棠 | 羅大衛         | 黃志成   | 重案組警務督察，張鐵柱的上司 |
| 盧惠光 | 盧偉光／光仔   | 馮永和   | 重案組警員，張鐵柱的部屬     |
| 趙俊超 | 擦鞋超／黑仔超 | 源家祥   | 重案組警長，張鐵柱的部屬     |
| 司馬燕 | 竊盜犯         |          |                              |
| 夏占士 | 軍火販         | 馮永和   |                              |
| 黃柏文 | 未具名         | 黃子敬   | 救護人員                     |

## 獎項
| 年份 | 頒獎典禮            | 獎項         | 名字   | 結果 |
| ---- | ------------------- | ------------ | ------ | ---- |
| 1988 | 第25屆金馬獎        | 最佳男配角   | 周星馳 | 獲獎 |
| 1989 | 第8屆香港電影金像獎 | 最佳男配角   | 周星馳 | 提名 |
| 1989 | 第8屆香港電影金像獎 | 最有前途新人 | 周星馳 | 提名 |

## 軼事
對於如何尋找到周星馳飾演本片重要角色阿boy有兩種說法：李修賢曾經在訪問中表示當初選擇周星馳是因為在陪大女兒收看兒童節目《430穿梭機》時留意到當時身為主持人的周星馳在節目中與別不同，對小朋友的態度並不友善，正符合電影中小混混的角色，於是決定找他簽約；而本片導演黃栢文在2022年接受訪問表示最初阿boy首選並非周星馳，而是當時已是TVB當家小生的梁朝偉，他因檔期不合未能出演，李修賢和黃栢文到鄭則士家中商量，鄭則士在電視中看到周星馳，表示他演技不錯提議起用他，惟李修賢和黃栢文最初都對他無甚感覺。直到當晚偶然見到周星馳，認為他能夠勝任角色，而且用新演員較容易控制，時間亦不容許他多作考慮，因而正式介紹周星馳予李修賢。
周星馳在1988年接受採訪，提到李修賢叫周星馳到他辦公室見面，問起周星馳拍電影的價格，而周星馳之前並未拍過電影，不知道怎樣回答，但因為非常希望有拍電影的機會，對李修賢表明：不要錢也拍。後李修賢通過與無線接洽（當時周星馳為無線電視台合約藝人）之後，周星馳終於得以接拍此片。

## 外部連結
- 香港影庫上《霹靂先鋒》的資料（繁體中文）
- 開眼電影網上《霹靂先鋒》的資料（繁體中文）
- 豆瓣电影上《霹靂先鋒》的資料 （简体中文）
- 时光网上《霹靂先鋒》的資料（简体中文）
- 爛番茄上《霹靂先鋒》的資料（英文）
- 互联网电影数据库（IMDb）上《霹靂先鋒》的资料（英文）